# Bandiera dell'Oblast' di Astrachan'
La bandiera dell'Oblast' di Astrachan' è stata adottata il 19 dicembre 2001. È stato adottato il 19 dicembre 2001

## Descrizione
La bandiera è rettangolare, di proporzioni 2:3. Nella bandiera si possono individuare una corona e una scimitarra in un campo blu.